# Bacab Virgae
Bacab Virgae est un ensemble de stries sur Titan, satellite naturel de Saturne.

## Caractéristiques
Bacab Virgae est centré sur 19° de latitude sud et 151° de longitude ouest, et mesure 485 km dans sa plus grande dimension.

## Observation
Bacab Virgae a été découvert par les images transmises par la sonde Cassini.
Il a reçu le nom de Bacab, dieu de la pluie dans la mythologie maya.